# Dendrocryphaea tasmanica
Dendrocryphaea tasmanica är en bladmossart som beskrevs av Brotherus 1905. Dendrocryphaea tasmanica ingår i släktet Dendrocryphaea och familjen Cryphaeaceae. Inga underarter finns listade i Catalogue of Life.